# 吕宪昌
吕宪昌（1925年5月—1994年），男，奉天安东（今辽宁丹东）人，中国电影录音师，北京电影制片厂录音师，曾任中国电影家协会理事。